# Пиковый туз
Пиковый туз — игральная карта с одним очком (туз) пиковой масти. В англоязычных странах, где пики считаются старшей мастью, пиковый туз традиционно считается самой старшей картой в колоде, хотя в некоторых карточных играх его старшинство может быть и другим.
В европейской и американской поп-культуре туз пик считается «Картой Смерти».

## Внешний вид карты
Дизайн карты, ставший классическим, связан с именами английских монархов XVII-XVIII веков Якова I и королевы Анны, принявших законы, обязывающие производителей карт использовать изображение туза пик в качестве товарного знака. Карл I привёз в Англию нововведение в области налогообложения — гербовые сборы. А в 1711 году Анна распространила этот налог и на производителей игральных карт. Налог этот просуществовал до 1960 года.

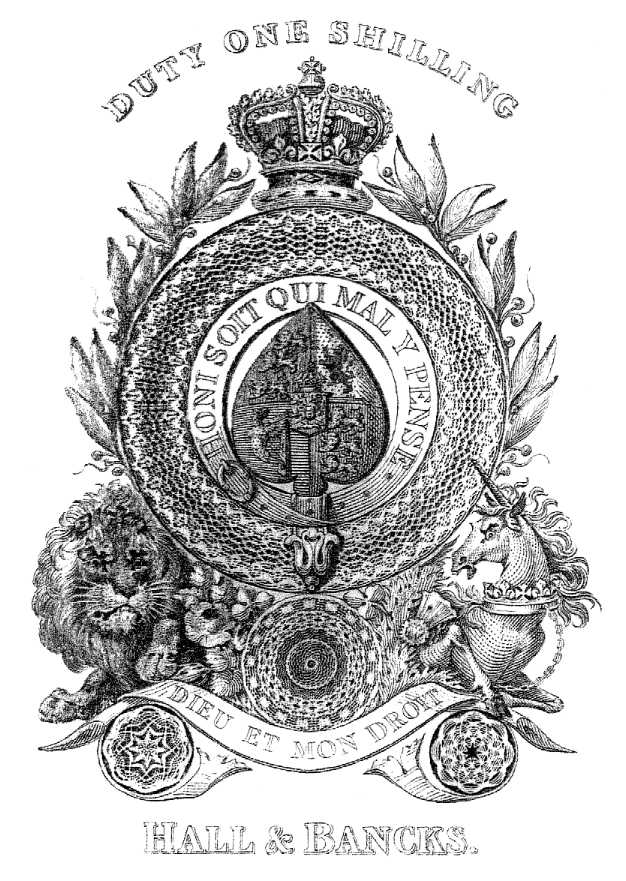
Old Frizzle Duty Ace

С течением времени способы указания оплаты сбора менялись. С 1712 года отметка наносилась вручную на одну из карт в колоде, как правило, на пиковый туз. С 1765 года отметки на картах были заменены изображениями туза пик официального дизайна, включающим в себя также и изображение монаршего герба. Печать осуществляла контора гербовых сборов. С 1828 года наносилось изображение особого «налогового туза пик» (известного под названием «Old Frizzle»), которое указывало на уплату сниженной суммы налога в 1 шиллинг.
В следующий раз система претерпела изменения в 1862 году, когда в обращение была введена официальная трёхпенсовая гербовая обёрточная бумага, которую предписывалось использовать для упаковки карт. Производители впервые за долгое время получили возможность отказаться от излишеств в изображении тузов пик, а также изменить логотипы по своему усмотрению, но большинство из них остались верны традициям, благодаря чему эта карта в колоде до сих пор, как правило, отличается от остальных витиеватым дизайном, а на упаковках комплектов обычно присутствует пиковый туз. В настоящее время эти изображения указывают на производителя игрального набора.
Дизайн пикового туза сохранил свою важность и после прекращения его использования в государственных интересах. Так, 5 декабря 1882 года Джордж Дж. Уайт получил в США патент на разработанное им изображение такого туза (№ US0D0013473). Его произведение было украшено мужской и женской фигурами, опирающимися на чёрную «пику» с разных сторон.

## Война
Театр военных действий — частое место появления пикового туза. Во время Второй мировой войны карточные масти использовались в американской армии. Шлемы солдат 506-го парашютного пехотного полка 101-й десантной дивизии, были помечены сбоку символом пик, что символизировало удачу, по аналогии с везением в карточной игре, выпавшем на долю обладателя самой старшей карты высшей масти. Вообще, для облегчения идентификации полков на поле боя в этой дивизии были таким образом задействованы все четыре масти. На принадлежность же солдата к тому или иному батальону полка указывали точки-отметины, располагавшиеся вокруг обозначения масти по часовой стрелке: штабные — двенадцать часов, 1-й батальон — три часа, и т. д.
Также пиковый туз был эмблемой 53-й истребительной эскадры Люфтваффе (Jagdgeschwader 53 «Pik As», JG 53)
Через 20 лет, во время Вьетнамской войны американцы снова использовали пиковый туз, на этот раз как оружие психологическое. Среди американских солдат по какой-то причине распространилась убеждённость, что вьетнамцы как огня боятся изображения туза пик, как символа смерти. Неизвестно, насколько это соответствовало действительности, однако в войсках США появилась традиция вкладывать в рот мёртвых врагов эту карту, и даже разбрасывать их на территории боевых действий в целях деморализации врага. Командование пошло навстречу своим солдатам, вероятно, не столько уверовав вслед за ними в фобию вьетнамцев, сколько для поднятия боевого духа армии, и стало закупать целыми ящиками колоды карт, состоящие из одного пикового туза. Поставку осуществляла фирма Bicycle, на ящики с картами наносилась маркировка «Bicycle Secret Weapon». Скоро наладили выпуск карт, специально разработанных для нужд Армии: с черепами и костями. Американские солдаты носили их на шлемах и после боя «помечали» очищенную территорию и трупы врагов. Не исключено, что со временем подобные «представления» действительно стали внушать ужас вьетнамским солдатам, но не из-за суеверий, а потому что это свидетельствовало о присутствии врага. Американский солдат из 9-й пехотной дивизии, служивший на речных катерах в 1968 году, попросил у своей матери сшить флаги с изображением пикового туза, потому что на катера постоянно залезали вьетнамские дети; американцы были удивлены, насколько эффективной оказалась эта мера — дети даже не приближались к катерам под флагами. 
Традиция оказалась весьма живучей. Уже в новейшей военной истории США, в 2003 году карты были использованы в ходе вторжения коалиционных сил в Ирак. Каждая карта запущенной в обращение так называемой «Иракской колоды» (или «Колоды смерти») изображала одного из высокопоставленных военных деятелей Ирака. Пиковому тузу соответствовал Саддам Хуссейн.

## Идиомы
Существует несколько идиом, связанных с тузом пик. Так, например, в английском языке есть выражение «black as the ace of spades» — «чёрный как пиковый туз». Причём речь может идти как о цвете — «абсолютно чёрный», «чернее чёрного», так и о расе человека. Французы говорят «fichu comme l’as de pique» — «Проклятый как пиковый туз».

## Упоминания в массовой культуре
- Ace of Spades — альбом группы Motörhead.
  - Ace of Spades — песня с этого альбома, одна из самых известных в репертуаре группы.
  - Ace of Spades — «живой» сингл Motörhead.
- Ace of Spades — песня Линка Рэя, звучит в фильме Криминальное чтиво Квентина Тарантино.
- Ace of Spades — сериал 1925 года.
- Armand de Brignac — марка шампанского, широко известная под названием Ace of Spades.
- На сленге кокни так называют СПИД.
- Ace of Spades (комиксы) — общее название пяти героев комиксов от DC Comics.
- Ace of Spades — Револьвер Кейда-6 из серии игр Destiny.